# Artur Nogal
Artur Nogal (26 augustus 1990, Warschau) is een voormalig Pools langebaanschaatser. Hij was net als zijn bekendere land- en naamgenoot Artur Waś een sprinter met de 500 en 1000 meter als specialiteit.

## Carrière
Nogal deed in Zakopane in eigen land mee aan de wereldkampioenschappen schaatsen junioren 2009 en werd daar zesde op de 500 meter; een jaar later bij de WK junioren in Moskou won hij goud op de 500 meter en werd achtste op de 1000. Nadat hij eind 2010 Pools kampioen 500 meter en begin 2012 Pools kampioen sprint was geworden maakte Nogal eind 2012 zijn wereldbekerdebuut in de B-groep van de 500 meter en 1000 meter.
Bij de Wereld Universiteitskampioenschappen schaatsen 2012 won hij de 500 meter en werd wereldstudentenkampioen op zijn favoriete afstand.

## Persoonlijk
Nogal weet zijn schaatscarrière te betalen middels een eigen winkel in schaatsartikelen in Warschau. Nogal heeft een relatie met de Poolse schaatsster Kaja Ziomek.

## Persoonlijke records
| Afstand    | Tijd    | Datum            | Baan           |
| ---------- | ------- | ---------------- | -------------- |
| 500 meter  | 34,56   | 14 februari 2020 | Salt Lake City |
| 1000 meter | 1.08,96 | 8 februari 2020  | Calgary        |

## Resultaten
| Jaar | EK Sprint | WK Sprint | WK Afstanden           | Olympische Spelen | WK Junioren                         |
| ---- | --------- | --------- | ---------------------- | ----------------- | ----------------------------------- |
| 2009 |           |           |                        |                   | 6e 500m 12e 1000m 35e 1500m         |
| 2010 |           |           |                        |                   | 500m · 8e 1000m · 12e Achtervolging |
|      |           |           |                        |                   |                                     |
| 2014 |           |           |                        | 36e 500m          |                                     |
| 2015 |           | 16e       | 19e 500m               |                   |                                     |
| 2016 |           | NC25      |                        |                   |                                     |
| 2017 | 12e       | 21e       |                        |                   |                                     |
| 2018 |           |           |                        | 36e 500m          |                                     |
| 2019 | 13e       | 13e       | 15e 500m 5e teamsprint |                   |                                     |
| 2020 |           | 15e       | 16e 500m               |                   |                                     |
| 2021 | 5e        |           | 10e 500m 16e 1000m     |                   |                                     |